# كارل يوجين واتس
كارل يوجين واتس (بالإنجليزية: Carl Eugene Watts) هو قاتل متسلسل أمريكي، ولد في 7 نوفمبر 1953 في فورت هود في الولايات المتحدة، وتوفي في 21 سبتمبر 2007 في جاكسون في الولايات المتحدة بسبب سرطان البروستاتا.

## وصلات خارجية
- كارل يوجين واتس على موقع إن إن دي بي (الإنجليزية)